# Mollinedia grazielae
Mollinedia grazielae är en tvåhjärtbladig växtart som beskrevs av A.L. Peixoto. Mollinedia grazielae ingår i släktet Mollinedia och familjen Monimiaceae. Inga underarter finns listade i Catalogue of Life.